# Gujeolpan
Gujeolpan là một món ăn Hàn Quốc được chế biến công phu, bao gồm chín loại thức ăn khác nhau đặt trên một khay gỗ có chín phần hình bát giác, tám phần xung quanh và một phần trung tâm khay gỗ. Tên gọi gồm có ba chữ hanja: gu (구, "chín"), jeol (절, "phần"), và pan (판, "tấm") tại Hàn Quốc. Thực phẩm được phân chia ra ở các ô với màu sắc và thành phần khác nhau, và bao gồm các namul (rau), thịt, nấm, và các mặt hàng hải sản. Ở trung tâm của khay là một chồng Jeon nhỏ (một loại bánh Triều Tiên) được làm bằng bột mì, gọi là miljeonbyeong (밀전병), ngoài chức năng phục vụ nhiều món ăn của thực phẩm một lúc, gujeolpan cũng được coi là một món ăn trang trí.